# Kevin Florijn
Kevin Florijn (Leiderdorp, 1 juli 1989) is een Nederlandse zanger.

## Carrière
Eind 2006 kwam de dubbele-a kant van Florijn uit: Geef me je hand en Angelina. Deze kwam binnen op 21 oktober 2006 op nummer 77 in de Nederlandse Single Top 100 maar stond er maar een week in. In 2007 bracht hij de singles Stil Verlangen en Wijs me de weg naar je hart uit. De laatste kwam op 24 november 2007 in de Single Top 100 en kwam tot de 69e plaats. Florijn trad op in het televisieprogramma Tijd voor Tien en in het GelreDome tijdens de rust in de wedstrijd Vitesse-Ajax.
In 2008 had hij een hit met Dans op de melodie en in 2009 met Kleuren. Hij trad in 2009 ook op in Life4You en deed mee aan de talent battle en bracht daar Kleuren ten gehore.
Ook deed Florijn in 2010 mee aan Popstars, waar hij door de eerste ronde heenkwam. Maar om een onbekende reden heeft hij bekendgemaakt te willen stoppen met de talentenjacht.

## Discografie

### Singles
| Single met eventuele hitnotering(en) in de Nederlandse Top 40 | Datum van verschijnen | Datum van binnenkomst | Hoogste positie | Aantal weken | Opmerkingen                             |
| ------------------------------------------------------------- | --------------------- | --------------------- | --------------- | ------------ | --------------------------------------- |
| Geef mij je hand                                              | 2006                  | -                     |                 |              | als Kevin / Nr. 77 in de Single Top 100 |
| Stil verlangen                                                | 2007                  | -                     |                 |              | als Kevin                               |
| Wijs me de weg naar jouw hart                                 | 2007                  | -                     |                 |              | Nr. 69 in de Single Top 100             |
| Dans op de melodie                                            | 2008                  | -                     |                 |              | Nr. 28 in de Single Top 100             |
| Kleuren                                                       | 2009                  | -                     |                 |              |                                         |